# Ficus magdalenica
Ficus magdalenica är en mullbärsväxtart som beskrevs av Armando Dugand. Ficus magdalenica ingår i släktet fikonsläktet, och familjen mullbärsväxter. Inga underarter finns listade i Catalogue of Life.